# Riviera d'Athènes
La riviera d'Athènes, en grec moderne : Αθηναϊκή Ριβιέρα / Athinaïki Riviéra, est la zone côtière de la banlieue sud d'Athènes, en Grèce, du Pirée au cap Sounion. Elle est située à environ 16 km du centre-ville d'Athènes et s'étend de la banlieue sud d'Athènes au point le plus au sud de l'Attique, le cap Sounion,,. 

## Histoire

### Période moderne
Depuis les années 1920, le gouvernement grec a planifié la régénération de la Riviera, mais l'instabilité politique ne l'a pas permis. En 1954, le journal I Kathimeriní a publié un article affirmant que Glyfáda et Voúla pourraient devenir plus populaires que la Côte d'Azur dans les années à venir. En 1957, le plan de développement de la riviera d'Athènes a commencé avec la création d'Asteria à Glyfada et la région a commencé à devenir progressivement populaire parmi les Athéniens, notamment grâce au cinéma grec.

### Antiquité
Le Pirée est habité depuis le XXVIe siècle av. J.-C.. Dans la Grèce antique, Le Pirée a acquis son importance grâce à ses trois ports en eau profonde, le port principal de Kantháros et les deux plus petits de Zéa et Munichie, et a progressivement remplacé le port de Phalère, plus ancien et peu profond, qui est tombé en désuétude. En 493 avant J.-C., Thémistocle lance les travaux de fortification du Pirée et conseille ensuite aux Athéniens de tirer parti du potentiel stratégique de ses ports naturels au lieu d'utiliser la baie sablonneuse de Phalère,. Après la deuxième invasion de la Grèce par les Perses, Thémistocle fait fortifier les trois ports du Pirée et créé les neosoikoi (abris des navires) ; les murs de Thémistocle sont achevés en 471 avant J.-C., faisant du Pirée un grand port militaire et commercial. Les fortifications de la ville sont renforcées plus tard par la construction des Longs Murs sous Cimon et Périclès, qui ont permis de sécuriser la route du port (Le Pirée) vers la ville principale d'Athènes. Entre-temps, Le Pirée est reconstruit selon le célèbre plan quadrillé de l'architecte Hippodamos, connu sous le nom de plan hippodamien, et l'agora principale de la ville est nommée en son honneur. En conséquence, Le Pirée prospère et devient un port de haute sécurité et de grande activité commerciale, ainsi qu'une ville animée. 
Pendant la guerre du Péloponnèse, Le Pirée subit son premier revers. La deuxième année de la guerre, les premiers cas de la peste d'Athènes sont enregistrés au Pirée. n 404 avant J.-C., la flotte spartiate dirigée par Lysandre bloque Le Pirée et Athènes se rend aux Spartiates, mettant fin à la Ligue de Délos et à la guerre elle-même. Après le rétablissement de la démocratie, Conon reconstruit les murailles en 393 av. J.-C., fonde le temple d'Aphrodite Euploia et le sanctuaire de Zeus Sotiros et d'Athéna, et construit le célèbre Skeuotheke (arsenal) de Philon, dont les ruines ont été découvertes dans le port de Zéa. La reconstruction du Pirée s'est poursuivie à l'époque d'Alexandre le Grand, mais cette renaissance de la ville est anéantie par le Romain Lucius Cornelius Sulla, qui capture et détruit totalement Le Pirée en 86 avant Jésus-Christ. La destruction est achevée en 395 après J.-C. par les Goths d'Alaric Ier. Le Pirée est alors entraîné dans une longue période de déclin qui dure quinze siècles. Pendant la période byzantine, le port du Pirée est occasionnellement utilisé par la flotte byzantine, mais il est très éloigné de la capitale, Constantinople. 
À Vouliagméni, des ruines du temple d'Apollon Zoster ont été fouillées et peuvent être vues sur la plage publique de l'hôtel Astir. Selon la légende, lorsque Léto était sur le point de donner naissance à Apollon et Artémis, elle s'enfuit en se tordant de douleur vers Délos. Parmi les autres vestiges des premières habitations humaines découverts sur la riviera figurent des fondations de bâtiments datant du néolithique et de l'âge du bronze, ainsi qu'un avant-poste datant du Ve siècle av. J.-C.
Dans les temps anciens, Glyfáda était un dème d'Athènes connu sous le nom d'Aixonè (grec ancien : Αἰξωνή). Aujourd'hui, Glyfada regorge de boîtes de nuit, de restaurants haut de gamme et de magasins parmi les plus connus de la capitale. On pourrait dire qu'elle est l'une des municipalités athéniennes les plus américanisées, puisqu'une base aérienne américaine était située dans la ville voisine d'Ellinikó jusqu'au début des années 1990. 
Le temple de Poséidon au cap Sounion a été construit entre 444 et 440 avant J.-C. C'est l'un des principaux monuments de l'âge d'or d'Athènes. Il est perché au-dessus de la mer à une hauteur de près de 60 mètres. Le Kouros de Sounion, découvert en 1906 dans une fosse, à l'est du temple avec des fragments d'autres statues, était probablement l'une des nombreuses statues votives dédiées à Poséidon qui devait se trouver devant le sanctuaire du dieu. Le temple archaïque a probablement été détruit en 480 avant J.-C. par les troupes perses lors de la seconde invasion de la Grèce par Xerxès Ier.

Après avoir vaincu Xerxès Ier lors de la bataille navale de Salamine, les Athéniens placent à Sounion, une trirème ennemie entière capturée (navire de guerre à trois rangées de rames) comme trophée dédié à Poséidon. Le temple d'Athéna Sounias, au cap Sounion, est construit en 470 avant J.-C., remplaçant un bâtiment plus ancien du VIe siècle av. J.-C. Son architecture est inhabituelle dans la mesure où il possède une colonnade sur les côtés sud et est, mais pas sur les côtés ouest ou nord, une particularité mentionnée par Vitruve.

## Principaux secteurs
Selon l'Organisation nationale grecque du tourisme, les principales zones de la Riviera d'Athènes sont : la marina de Floisvos, Glyfáda, Voúla, Vouliagméni, Lagonísi (en), Várkiza, Anávyssos et le cap Sounion.